# Sutro Baths

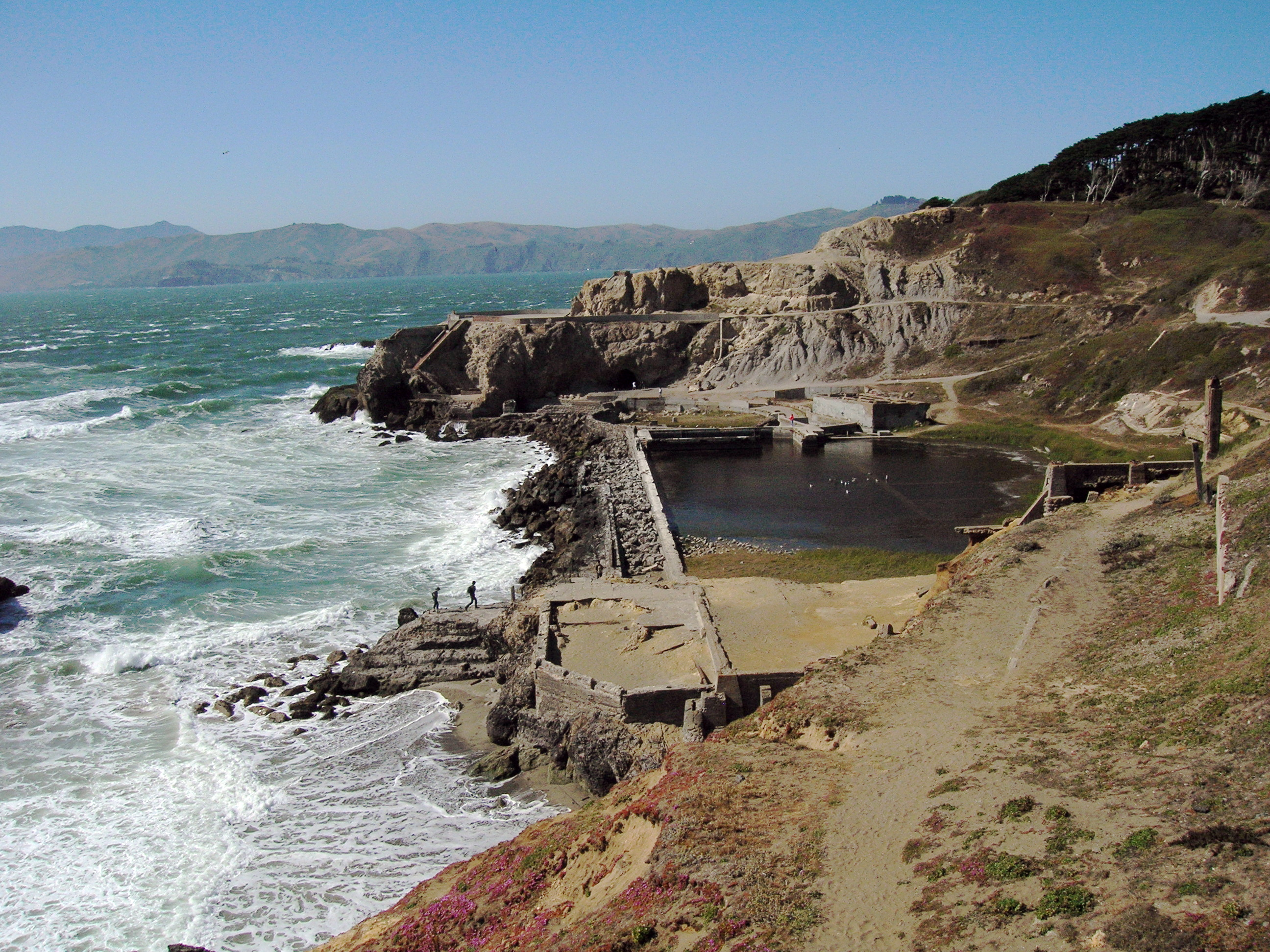
Ruïnes van de Sutro Baths.

De Sutro Baths waren een zwembadcomplex in het noordwesten van de Amerikaanse stad San Francisco (Californië). De site met ruïnes maakt nu deel uit van de Golden Gate National Recreation Area.

## Geschiedenis
Toen het complex in 1896 openging, was het het grootste binnenzwembad ter wereld. De baden werden door Adolph Sutro gebouwd, een rijke ondernemer die eerder burgemeester van San Francisco was. De Sutro Baths lagen in een klein inhammetje van de Stille Oceaan, op het westelijke uiteinde van Lands End en Richmond District, en naast het restaurant Cliff House. Ze maakten deel uit van een grotere recreatiebestemming, met onder meer een amfitheater en een attractiepark (Playland) in de onmiddellijke omgeving.

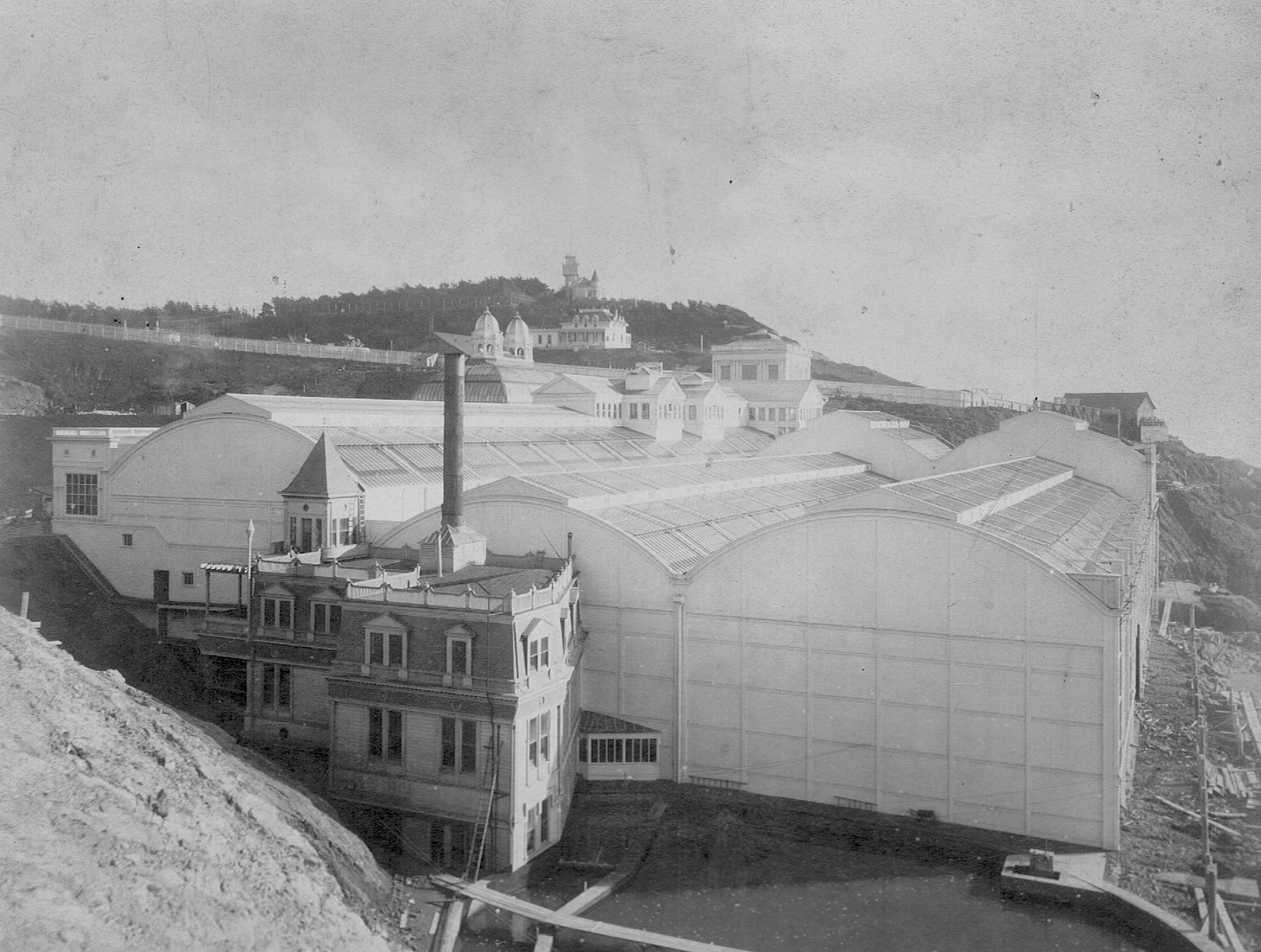
Het enorme zwembadcomplex in de jaren 1890.
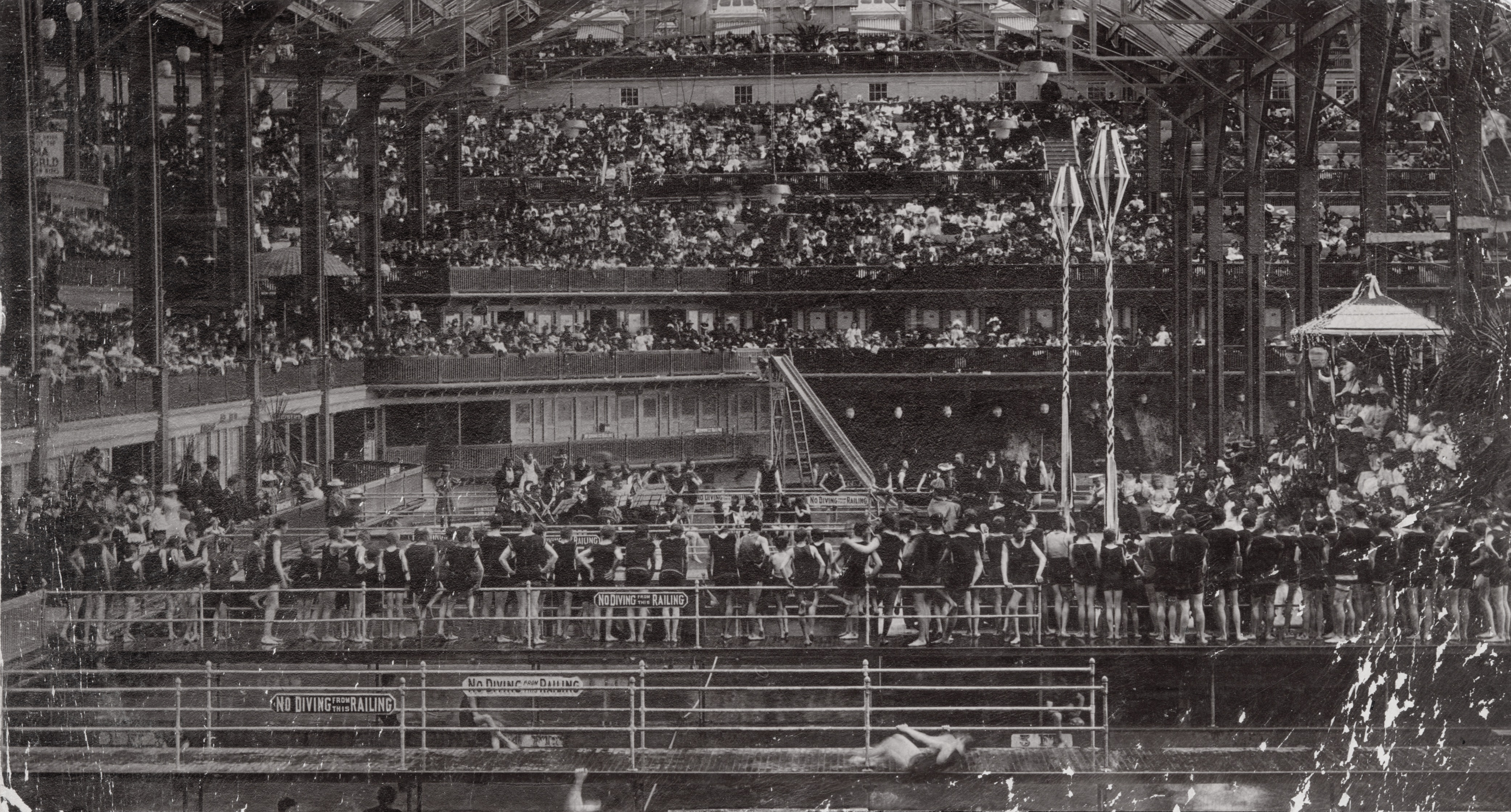
De Sutro Baths waren zowel een zwembad als een plaats om te ontspannen en mensen te ontmoeten.

De onderhoudskosten van de zwembaden bleken echter te hoog en het complex werd nooit winstgevend. In 1937 verbouwde Sutro's kleinzoon een deel van de baden tot een schaatsbaan. In de vroege jaren 50 zette de nieuwe eigenaar, George Whitney (die ook Playland bezat), die transformatie voort.
Uiteindelijk werd de site in 1964 opgekocht door ontwikkelaars. Zij wilden er appartementen bouwen. De afbraak werd 'voltooid' door een brand in 1966, maar van de bouwplannen kwam niets in huis. In 1973 werd de locatie opgenomen in de nieuwe Golden Gate National Recreation Area. De ruïnes zijn nu een toeristische bestemming.